# Aporosa banahaensis
Aporosa banahaensis là một loài thực vật có hoa trong họ Diệp hạ châu. Loài này được (Elmer) Merr. mô tả khoa học đầu tiên năm 1923.